# Klaus Hasselmann
Klaus Ferdinand Hasselmann (* 25. října 1931, Hamburk) je německý oceánograf a meteorolog. Za své modely vývoje klimatu získal v roce 2021 Nobelovu cenu za fyziku, spolu se Syukuro Manabem a Giorgio Parisim. Proslavil se zejména tzv. Hasselmannovým modelem klimatické variability. Ten na základě numerických simulací spojoval vývoj počasí a klimatu. Dokázal, že vývoj klimatu lze modelovat navzdory zdánlivě chaotické povaze počasí. Hasselmann k tomu použil Feynmanových diagramů z kvantové teorie pole. Definoval též způsoby, jak dokázat vliv člověka na klima.

## Život
Jeho otec Erwin Hasselmann byl ekonom a novinář aktivní v německé sociální demokracii. Kvůli tomu rodina po uchopení moci nacisty, roku 1934, v době, kdy byly Klausovi tři roky, emigrovala do Spojeného království. Žili ve Welwyn Garden City severně od Londýna, v komunitě převážně židovských německých emigrantů, ačkoli sami Hasselmannové Židé nebyli. Dočkali se přitom pomoci anglických kvakerů. Hasselmann doposud tvrdí, že angličtina je jeho prvním jazykem.
Jeho rodiče se vrátili do Hamburku v roce 1948, ale Klaus zůstal v Anglii, aby dokončil střední školu. V srpnu 1949, ve věku osmnácti let, se i on vrátil do Hamburku. Po absolvování praktického strojařské kurzu v letech 1949 až 1950 se v roce 1950 zapsal na univerzitu v Hamburku ke studiu fyziky a matematiky. Absolvoval roku 1955 prací o izotropní turbulenci. Doktorát z fyziky získal v letech 1955 až 1957 na Univerzitě v Göttingenu a na Institutu Maxe Plancka. V roce 1963 se habilitoval (získal titul docenta).
Byl odborným asistentem na univerzitě v Hamburku od roku 1957 do roku 1961 a odborným asistentem a docentem na Institutu pro geofyziku a planetární fyziku na Kalifornské univerzitě v San Diegu od roku 1961 do roku 1964. Od roku 1966 byl profesorem geofyziky na univerzitě v Hamburku. V letech 1967 až 1968 byl hostujícím profesorem na univerzitě v Cambridgi a v letech 1970 až 1972 profesorem na Oceánografickém institutu Woods Hole v Massachusetts. V roce 1972 se stal profesorem teoretické geofyziky na univerzitě v Hamburku, kde se také stal ředitelem Ústavu pro geofyziku. Od února 1975 do listopadu 1999 byl zakládajícím ředitelem Institutu Maxe Plancka pro meteorologii v Hamburku.
Poté se začal značně angažovat v otázkách spojených s globálním oteplováním. Roku 2001 založil Evropské klimatické fórum. O změně klimatu prohlásil: „Hlavní překážkou je to, že si politici a veřejnost neuvědomují, že problém je docela řešitelný. Máme technologie a vše je jen otázka investic do těchto technologií (…) Myslím, že je docela možné reagovat na klimatický problém a vyřešit jej bez zásadního dopadu na náš způsob života.“

## Soukromý život
Od roku 1957 je ženatý s matematičkou Susanne Hasselmannovou (rozenou Bartheovou), s níž úzce spolupracoval i profesně. Jeho manželka byla vedoucí vědeckou pracovnicí Institutu Maxe Plancka pro meteorologii, který on řídil. Mají tři děti.